# Zeki Amdouni
Zeki Amdouni, né le 4 décembre 2000 à Genève en Suisse, est un footballeur international suisse qui évolue au poste d'avant-centre au Benfica Lisbonne, en prêt de Burnley FC.

## Biographie

### En club
Né à Genève en Suisse, d'un père Turc et d'une mère Tunisienne, Zeki Amdouni est formé au Servette FC puis au Meyrin FC avant de poursuivre sa jeune carrière à l'Étoile Carouge FC. Il fait ses débuts avec l'équipe première le 4 novembre 2017, lors d'une rencontre de championnat contre le FC Échallens Région. Il se fait remarquer lors d'un match contre l'équipe réserve du FC Thoune. Malgré la défaite des siens, il inscrit un doublé ce jour-là.
Le 9 juin 2021 est annoncé le transfert de de la jeune pépite du foot Suisse au FC Lausanne-Sport. Il fait alors sa première apparition en Super League, en même temps que ses débuts avec Lausanne, le 24 juillet 2021 lors de la première journée de la saison 2021-2022 contre le FC Saint-Gall. Il est titularisé lors de ce match perdu par son équipe. Il inscrit son premier triplé lors de la 28ème journée face au Servette FC.Malgré la très mauvaise saison de son club et la relégation en Challenge League au terme de l'exercice, Amdouni surnage et inscrit 12 buts en championnat.
En juin 2022, il est prêté au FC Bâle pour une durée de deux ans. Il joue son premier match sous ses nouvelles couleurs le 16 juillet 2022, lors de la première journée de la saison 2022-2023 de Super League face au FC Winterthour. Il est titularisé et les deux équipes se neutralisent (1-1 score final). Début mai 2023, le club annonce qu'il lève l'option d'achat sur le joueur. En juillet 2023, le FC Bâle annonce son départ du club.
En juillet 2023, Zeki Amdouni s'engage en faveur du Burnley FC promu en Premier League pour une durée de cinq ans,.
Amdouni inscrit son premier but pour Burnley le 30 août 2023 contre Nottingham Forest, lors d'une rencontre de coupe de la Ligue. Entré en jeu à la place de Nathan Redmond, il donne la victoire à son équipe en marquant le seul but de la partie dans les dernières minutes du match.
Le 29 août 2024, Zeki Amdouni rejoint le Portugal et le Benfica Lisbonne sous la forme d'un prêt d'une saison,.
Amdouni inscrit son premier but pour Benfica, le 28 septembre 2024, lors d'une rencontre de championnat face au Gil Vicente FC. Il entre en jeu et participe à la victoire de son équipe par cinq buts à un,.
En décembre 2024, il signe un doublé lors du succès 3-0 de Benfica contre Estoril.
Fin janvier 2025, il remporte le premier trophée de sa carrière, la Coupe de la Ligue du Portugal avec le Benfica. Ils se sont imposés 7-6 aux tirs au but en finale face au Sporting.
En mars 2025, il marque son sixième buts dans le championnat portugais. Le joueur a marqué le 1-0. Le même mois, il inscrit son septième but en Primeira Liga. Le Genevois de 24 ans a ouvert le score lors du succès 3-0 à domicile de Benfica face au Nacional Madère.
Fin avril 2025, il marque le 3-0 (son 9ème buts au club) lors du succès 6-0 contre Aves (AVS Futebol SAD), il est remplacé ensuite à la 67ème.
Il quitte Benfica, en juin 2025, car le club a renoncé à lever l'option d'achat du joueur et manquera ainsi la Coupe du monde des clubs.
En juillet 2025, Il a annoncé sur Instagram qu'il serait absent "un bon moment" car il a subi une déchirure des ligaments croisés, il  va être opéré dans les prochains jours.

### En sélection
Né d'un père turc et d'une mère tunisienne, Zeki Amdouni représente la Suisse, son pays de naissance. Il joue son premier match avec l'équipe de Suisse espoirs le 9 octobre 2020, à l'occasion d'un match amical face à l'Irlande. Il entre en jeu à la place de Felix Mambimbi et son équipe remporte la partie.
Il est sélectionné pour la première fois en équipe de Suisse A en juin 2022, sans toutefois être aligné par l'entraîneur Murat Yakin. Il n'est cependant pas sélectionné pour la Coupe du monde 2022. Il marque son premier but en équipe de Suisse A le 28 mars 2023 à l'occasion du match de qualification pour l'Euro 2024 à Genève, rencontre remportée 3 à 0 par la Suisse contre Israël.
En juin 2024, il figure dans la liste de 26 joueurs appelés par Murat Yakın pour l'Euro 2024.

## Palmarès
Benfica Lisbonne (1)
- Vainqueur de la Coupe de la Ligue du Portugal en 2025